# Lanusei
Lanusei település Olaszországban, Szardínia régióban, Ogliastra megyében. Lakosainak száma 5042 fő (2023. január 1.). Lanusei Bari Sardo, Elini, Ilbono, Loceri, Tertenia, Arzana, Cardedu, Gairo, Jerzu és Osini községekkel határos.

## Fekvése
A település Tortolìtól mintegy tizenegy kilométerre délnyugatra található. Exklávéja miatt a település közvetlenül a Tirrén-tenger partján fekszik. 

## Népesség
A település lakossága az elmúlt években az alábbi módon változott:
| Lakosok száma | 5383 | 5387 | 5042 |
|               | 2017 | 2018 | 2023 |

## Közlekedés
A Lanusei vasútállomással rendelkezik a keskeny nyomtávú Mandas–Arbatax-vasútvonal, amelyet a nyári hónapokban a Trenino Verde szolgál ki. 